# アクアハウス (出版社)
アクアハウス株式会社（AQUAHOUSE Inc.）は、2001年に設立された日本のグラビアアイドル関連コンテンツの企画制作会社。
かつて存在した同名のゲームメーカーとは無関係。

## 概要
2001年（平成13年）5月、東京都新宿区市谷田町に株式会社大洋図書の関連会社として設立。アイドル写真集、アイドルDVDの発行及び企画・制作・デザインを手掛けている。

## 沿革
- 1952年（昭和27年）6月、株式会社小出書房（代表：小出英男）として設立。中取次業及び特価卸業務を創業。
- 1965年（昭和40年）4月、株式会社大洋図書に商号変更。
- 2001年（平成13年）5月、株式会社大洋図書の関連会社、アクアハウス株式会社として設立。
- 2016年 (平成28年) 3月、出版活動停止（解散）[1]。

## 関連・グループ会社
- 株式会社大洋図書
- 株式会社大洋書房
- ミリオン出版株式会社
- 有限会社タイヨープランニング
- ワイレア出版株式会社